# 共興村
共興村（きょうこうそん）は、千葉県匝瑳郡にかつて存在した村である。

## 地理
- 現在の匝瑳市、旧八日市場市の南東部に位置する。
- 村のほとんどは平地である。
- 村には九十九里浜があり、太平洋に面している。

## 歴史

### 村名の由来
共同興隆をねがって命名。現在は匝瑳市立共興小学校，共興郵便局等にその名をとどめる。

### 沿革
- 1889年（明治22年）4月1日 - 町村制施行に伴い、松山村・吉崎村・長谷村・東小笹村・西小笹村・登戸村が合併し、匝瑳郡共興村が発足。
- 1954年（昭和29年）3月31日 - 共興村は八日市場町・平和村・椿海村・匝瑳村・豊栄村・須賀村・吉田村・飯高村・豊和村とともに合併し、八日市場町が発足。共興村は消滅。

変遷表
| 1868年 以前 | 1868年 以前 | 明治22年 4月1日 | 昭和29年   | 昭和29年 | 平成18年 1月23日 | 現在   |
| 1868年 以前 | 1868年 以前 | 明治22年 4月1日 | 3月31日    | 7月1日   | 平成18年 1月23日 | 現在   |
| ----------- | ----------- | --------------- | ---------- | -------- | ---------------- | ------ |
|             | 松山村      | 共興村          | 八日市場町 | 市制     | 匝瑳市           | 匝瑳市 |
|             | 吉崎村      | 共興村          | 八日市場町 | 市制     | 匝瑳市           | 匝瑳市 |
|             | 長谷村      | 共興村          | 八日市場町 | 市制     | 匝瑳市           | 匝瑳市 |
|             | 東小笹村    | 共興村          | 八日市場町 | 市制     | 匝瑳市           | 匝瑳市 |
|             | 西小笹村    | 共興村          | 八日市場町 | 市制     | 匝瑳市           | 匝瑳市 |
|             | 登戸村      | 共興村          | 八日市場町 | 市制     | 匝瑳市           | 匝瑳市 |

## 人口・世帯

### 人口
総数 [単位： 人]
| 1891年（明治24年） | 3,112 |
| 1920年（大正 9年） | 3,360 |
| 1930年（昭和 5年） | 3,288 |
| 1954年（昭和29年） | 4,311 |

### 世帯
総数 [単位： 世帯]
| 1920年（大正 9年） | 632 |
| 1930年（昭和 5年） | 603 |
| 1954年（昭和29年） | 765 |

## 出身著名人
- 佐藤国司（北海道釧路市長）